# 김용일 (1976년)
김용일(金龍一, 1976년 1월 1일 ~ )은 대한민국의 가수출신 웨이크보드 선수이다. 김용일은 가수 UP의 멤버로서 발탁된 이후 이해정, 박상후, 이정희 등과 같이 활동하면서 2집이 1990년대 후반에 폭발적인 인기를 끌었다. 그러나 3집 이후 쇠퇴기를 맞이하게 되었고 가수로서 적성이 전혀 맞지 않았던 김용일은 결국 UP를 탈퇴하기에 이르렀다. 결국 UP는 쇠퇴기인 데다가 김용일의 탈퇴로 인한 충격을 받게 되었는데 이를 극복해보려고 김용일의 대체자로 이켠을 영입했으나 결국 극복에 실패하고 UP는 얼마 못가 해체되었다. 가수로 데뷔하자마자 팀 해체로 인해 가수생활을 접어야만 했던 이켠은 이후 배우로서 성공하게 되었다. 유피 탈퇴후 "옵션"이라는 그룹(타이틀곡-함께)에서 활동하기도 했다.
김용일은 UP에서 탈퇴한 이후 연예인으로서 완전히 은퇴했다. 그리고 스노보드 선수로 전향하여 활동하던 중 여름에는 스노보드를 할 수가 없어서 대신 웨이크보드를 하게 되었는데 이를 계기로 웨이크보드 국가대표 선수로 또다시 전향하였다. 대한민국 웨이크보드 1위, 세계 웨이크보드 5위에 랭크되어 있다. 하지만 현재 김용일은 고령인 탓에 선수로서 보다는 후학 양성에 더 비중을 두고 있다.

## 앨범
- 1집 《1024(10월24일)》(1996년)
  1. 〈Intro- Up! Show Time〉
  2. 〈1024(10월24일)〉
  3. 〈또 다른 너〉
  4. 〈시작없는 이별〉
  5. 〈너만이 전부라는 걸〉
  6. 〈AFRICA〉
  7. 〈다시돌아와줘〉
  8. 〈이제 난〉
  9. 〈하늘에서〉

- 2집 《Boomerang》(1997년)
  1. 〈뿌요뿌요(pyo pyo)〉
  2. 〈바다〉
  3. 〈미야〉
  4. 〈영원한 이별〉
  5. 〈강적〉
  6. 〈지금은 외출중〉
  7. 〈아프리카〉(1집 수록곡〈AFRICA〉와 같은 곡)
  8. 〈나만의 너〉

- 3집 《밝은세상》(1997년)
  1. 〈밝은세상〉
  2. 〈SANTA의 기적〉
  3. 〈친구의 고백〉
  4. 〈winter〉
  5. 〈반성〉
  6. 〈올 겨울엔〉
  7. 〈사랑해요〉
  8. 〈SF〉